# Mkhargrdzéli-Zachariades
Pour les articles homonymes, voir Zakarian.

L'Arménie sous les Zakarian, vers 1203.

Les Zakariades ou Zachariades (ou Zakarian, en arménien Զաքարյաններ) ou Mkhargrdzéli, nom sous lequel ils sont connus en Géorgie, sont les membres d'une famille noble ayant joué un rôle prééminent dans l'Arménie médiévale et en Géorgie. Leur nom géorgien (en géorgien მხარგრძელი, Mkhargrdzeli ; en arménien Երկայնաբազուկ, Yerkaynbazook) signifie « au long bras ». La tradition fait remonter ce nom à un hypothétique ancêtre, l'Achéménide Artaxerxès II. Elle serait liée aux Arsacides ou aux Arçrouni du Vaspourakan.

## Histoire

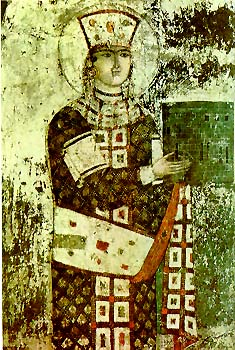
Tamar de Géorgie.

Installés au Lorri, les Zakarian sont vassaux des rois de la branche cadette des Bagratides régnant sur cette région. Lorsque le roi géorgien David IV le Bâtisseur libère le Lorri du joug seldjoukide en 1118, ils reportent cette vassalité sur les Bagratides géorgiens. Les Zakarian se hissent ainsi aux premiers rangs de la noblesse du royaume et acquièrent une influence déterminante à la cour géorgienne sous le règne de la reine Tamar de Géorgie ; les frères Zakarê (Zacharie II) et Ivanê (Jean Ier) deviennent respectivement amirspadalar (« commandant de la cavalerie ») et atâbeg (« père du roi »). Achevant la libération d'une partie importante de la Grande-Arménie, ils prennent Ani en 1199 et soumettent au tribut les émirs de Karin (Erzurum) et de Yerzenka (Erzincan). La reine leur donne alors en fief ces territoires arméniens, Zakarê régnant à Ani et Ivanê à Dvin, tous les deux sous le titre de roi ; sous leur règne, l'« Arménie zakaride » va connaître un certain développement. À la différence de son frère, resté fidèle à l'Église apostolique arménienne, Ivanê se rallie à l'orthodoxie grecque de la cour géorgienne et convertit plusieurs monastères au chalcédonisme, comme Akhtala (où il est enterré) ou Kobayr.
Toutefois, en 1220, les Mongols défont l'armée du roi Georges IV de Géorgie commandée par Ivanê et poursuivent leurs incursions dans les années suivantes. Avag Zakarian, généralissime après Ivanê (mort en 1227/1228), reconnaît la suzeraineté mongole, de même que le seigneur d'Ani et fils de Zakarê (mort en 1213), Chahenchah Zakarian. Le premier se rend à Karakorum, où il restera pendant au moins cinq années, et est rejoint par les fils de Chahenchah. Les Mongols instaurent un régime politique intégrant les structures préexistantes et divisent l'Arménie en deux vilayet, celui de Grande-Arménie et celui de Géorgie, reprenant notamment les terres des Zakarian, dont ces derniers conservent le contrôle ; ces terres sont divisées en trois touman (circonscriptions militaires) commandés par Avag, Chahenchah et leur parent Vahram de Gag. Lors de la révolte de 1259/1261, Chahenchah est arrêté et sauve difficilement sa vie, et son fils Zakarê est tué. 
Réduits à un rôle purement local après 1350, les nobles arméniens disparaissent des sources historiques pendant cette période, y compris les Zakarian, qui s'évanouissent après 1360.

## Princes Mkhargrdzéli-Zachariades

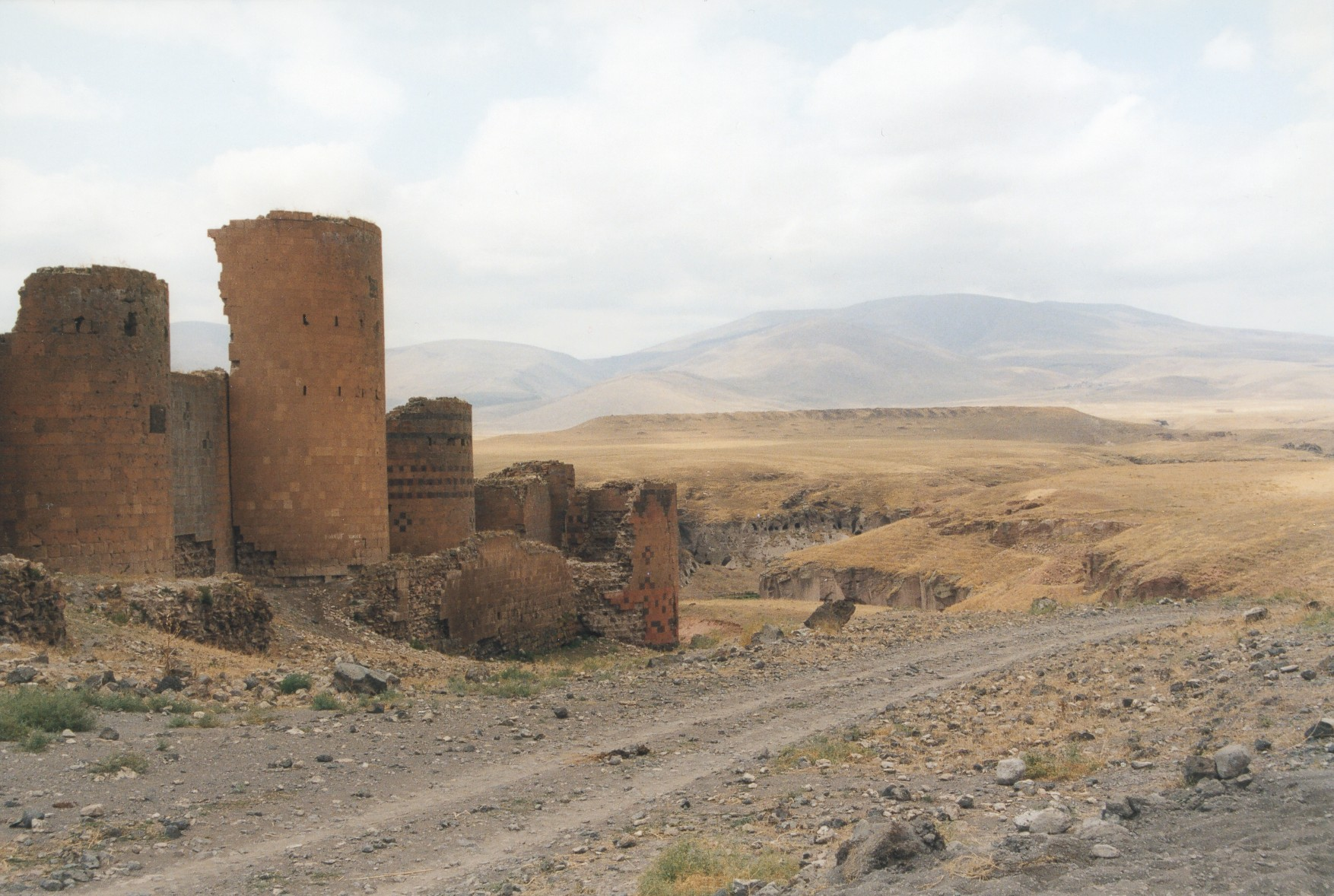
Ani, capitale des Zakarian.

Selon Cyrille Toumanoff, les princes Mkhargrdzéli ou Zakarian sont issus de la famille d’origine parthe des Karin-Pahlavides. 
Les plus anciens membres connus de la dynastie seraient Gorbaniel vers 1030 et son fils Schapouh vers 1061. Au début du siècle suivant apparaît Khosrov Ier vers 1100 dont les deux fils, Avag Serge Ier et Karim-Vahram, vers 1130, sont les ancêtres respectifs des princes Mkhargrdzéli et Gagéli.
- vers 1130 : Avag-Serge Ier ;
- vers 1150 : Zacharie Ier, son fils ;
- 1184-1187 : Serge II, son fils, prince de Lori-Somkhéti et Grand-connétable de Géorgie (1154-1184) ;
- 1187-1212 : Zacharie II Shansché Ier le Grand, son fils, prince de Lori-Somkhéti et Grand-connétable de Géorgie ;
- 1187-1227/1228: Jean Ier, son frère, prince d’Ani, de Dvin, de Kaiéni et de Gélarkounik, atâbeg et premier ministre de Géorgie en 1212 ;
- 1213-1250 : Avag-Serge III, fils de Jean Ier, prince de Lori-Somkhéti, atâbeg et Grand-connétable de Géorgie ;
- 1227-1261 : Schansché II, fils de Zacharie II, prince d’Ani ;
- 1250-1261 : Zacharie III, son fils, prince de Lori-Somkhéti et Grand-connétable de Géorgie ;
- vers 1250 : Jean II, son frère, prince d’Amberd, protomandator de Géorgie ;
- 1261-1320 : Schansché III, son fils, atâbeg de Géorgie ;
- vers 1342 : Vahram Ier, son frère, atâbeg de Géorgie ;
- 1320-1358 : Zacharie IV, son fils, atâbeg de Géorgie ;
- après 1358 : Schansché IV, son fils, atâbeg de Géorgie.

La dynastie se poursuit ensuite avec les princes Mkhargrdzéli-Arghoutaschvili (en géorgien მხარგრძელი-არღუთაშვილი) qui furent officiellement reconnu comme princes en 1801 par le tsar de Russie Paul 1er et qui renomma la famille en Argoutinsky-Dolgoroukoff. Parmi ses membres éminents : Joseph Ier (1743-1801), archevêque arménien de Tiflis et Catholicos d’Etchmiadzin (1800-1801), et son petit neveu, Moïse Ier (1805-1855), général russe et gouverneur militaire de Derbent et des provinces transcaucasiennes de 1851 à 1852. Il a participé à la guerre du Caucase.